# Jan Ludwik Quattrini
Jan Ludwik Quattrini (ur. 13 maja 1822 w Brescii, zm. 10 kwietnia 1893 w Warszawie) – włoski dyrygent, flecista, śpiewak i pedagog.
Od 1843 mieszkał w Polsce, w 1845 założył przy Teatrze Wielkim w Warszawie Szkołę Operową, którą następnie kierował do 1891, jednocześnie od 1852 był dyrektorem opery warszawskiej (od 1858 wspólnie ze Stanisławem Moniuszką i innymi). Wystawił ponad sto oper, m.in. Loterię (1854) i Halkę (1858) Moniuszki. Spoczywa na cmentarzu Powązkowskim w Warszawie (kwatera J-2-13/14).